# Детский кубок чемпионов
Детский кубок чемпионов (англ. Lukoil Childrens Champions Cup) — международный социальный проект в детском футболе, направленный на борьбу с расовой нетерпимостью и дискриминацией в футболе. Спонсором проекта, который проводится под лозунгом Play Against Racism (Играем против расизма), выступает нефтяная компания «Лукойл». Организатором является АНО «Дирекция спортивных программ и социальных проектов», российский член сети Football Against Racism in Europe.
Ранее, с 2002 года, соревнование носило название Детская лига чемпионов. Проводилось  ОАО «Лукойл» и Детской футбольной лигой России.
Учрежденный в 2013 году Детский кубок чемпионов объединяет клубы 30 стран, выступающих в Лиге чемпионов УЕФА, Лиге Европы и Лиге чемпионов АФК. Послами соревнований в различных странах являются известные футболисты и тренеры, принимающие активное участие во массовым флешмобах и официальных мероприятиях проекта.  
Главным символом объединения в турнире является банан, а все матчи играются оригинальным мячом против расизма с изображением цветов всех мировых континентов.

## Послы
Первыми послами Детского кубка чемпионов в 2013 году стали Эдгарас Янкаускас, Игорь Добровольский, Владимир Шмицер, Саво Милошевич. В 2014-2015 годах к проекту присоединились Бранислав Иванович, Димитр Бербатов, Юрис Лайзанс, Уэсли Снейдер, Эмил Костадинов, Борис Живкович, Горан Пандев. В 2016 году послами международного турнира стали игроки московского «Спартака»: Квинси Промес, Сальваторе Боккетти, Ивелин Попов и Лоренсо Мельгарехо.

## Победители
- 2015 —  Бешикташ
- 2014 —  ПАОК
- 2013 —  Црвена Звезда